# Cultura de Barbados

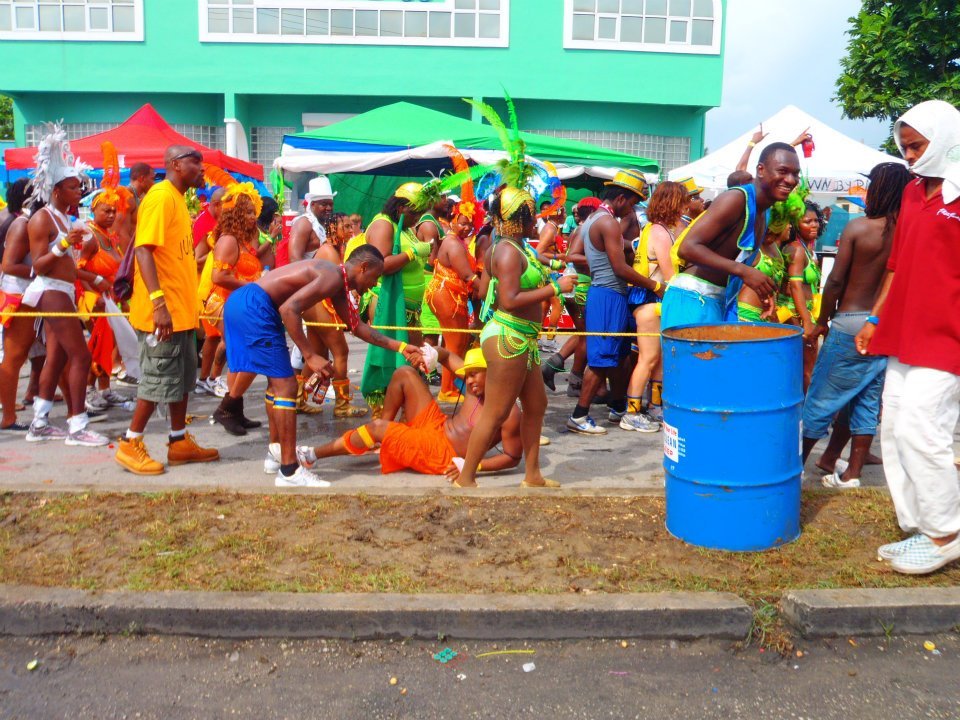
Un festival en Barbados, la fotografía fue tomada en 2007.

La cultura de Barbados es una mezcla de las culturas de África Occidental y británicas presentes en Barbados. El barbadense, o dialecto de Barbados es una parte icónica de la cultura. Pero el inglés es la lengua oficial, que refleja siglos de dominación británica.

## Influencia británica
La influencia británica en la isla se remonta a 1625, cuando el Capitán John Powell la reclamó en nombre del rey Rey Jacobo I. Los primeros colonos llegaron dos años después, fundando la colonia en la isla 80 civiles y 10 esclavos. Al principio, Barbados adoptó el estilo británico de gobierno, creando un parlamento en 1639. Durante el período colonial, todos los miembros de la Asamblea Legislativa eran blancos. Después de que la esclavitud fue abolida en 1838, los no blancos comenzaron a jugar cierto papel en el gobierno de la isla, con el primer miembro de la minoría elegido por primera vez en 1843. Barbados obtuvo la independencia de Gran Bretaña en 1966 como un reino de la Mancomunidad, convirtiéndose finalmente en una república parlamentaria en 2021, aunque sigue siendo un miembro de la Mancomunidad de Naciones. 
Los británicos transmitieron su pasión por el cricket. El deporte más popular en Barbados, el equipo de cricket ha ganado numerosos partidos regionales. Muchos jugadores en el equipo tuvieron éxito en el equipo de las Indias Occidentales para competir en los juegos internacionales. De hecho, uno de los jugadores de cricket más respetados Garfield Sobers, es nativo de Barbados. 
La arquitectura del país posee una fuerte influencia de Gran Bretaña, con muchos edificios históricos aún en pie. Además de la madera y piedra tradicional, los corales también se utilizaron en la construcción, que dan un toque único en Barbados. Los estilos jacobos, de Georgia y victorianos dominan. Los esclavos construyeron muchos de estos edificios, como también los muebles de sus propias casas, por lo que fueron parte integral del legado arquitectónico de la isla. Construidas de madera, las casas de muebles se fijaron sobre bloques en lugar de bases permanentes para que pudieran ser fácilmente trasladadas de lugar. Los colores vivos de estas casas de muebles muestran influencias del África occidental.

## Religión
La religión juega un papel importante en la vida en la isla. Hasta el 95% de la población se identifica como "Cristiano" (ya sea sea sí lo practica o no), y con sus vínculos británicos, la iglesia anglicana sirve el mayor segmento de la población. Sin embargo, la Iglesia católica, las iglesias bautistas, y el metodismo, junto a otras denominaciones cristianas también apoyan a las congregaciones. La población cristiana celebra su fe profundamente arraigada en un festival anual, Gospelfest. Las pequeñas comunidades judías, hindúes, y musulmanas le agregan una diversidad religiosa. El movimiento rastafari también tiene su comunidad de seguidores, a veces quejándose de discriminación en la educación y el empleo. 
Además de Golspelfest, Barbados tiene muchos otros carnavales y festivales. El Landship es una tradición de Barbados. Imita y parodia a la Marina Real Británica, e incorpora música, bailes y juegos. El festival más grande e importante en Barbados es Crop Over, que celebra el fin de la cosecha de la caña de azúcar. Dura tres semanas, que incluyen ferias, desfiles y concursos.

## Música
La música es una parte importante de la cultura del país. Barbados ha producido estrellas populares de calipso y el estilo spouge, y también posee un importante arraigo el jazz. El reggae, soca, y tuk son también populares. 
La gran mayoría del calipso contemporáneo y la música soca se centra en el festival Crop Over, cuyos eventos comienza en mayo y durante todo el verano, culminando en la primera semana de agosto con el Gran Kadooment (también conocido como el Día Kadooment), una fiesta nacional en Barbados.
Cada mes de enero, Barbados organiza el show Barbados Jazz Festival. A mediados de febrero, Barbado organiza el Barbados Holetown Festival que celebra la llegada de los primeros colonos ingleses. 
La cantante pop Rihanna nació y se crio en Barbados. Aunque su álbum debut Music of the Sun contenía una mezcla de ritmos de Barbados y urban-pop, su trabajo posterior ha apelado principalmente al R&B contemporáneo.

## Gastronomía
La cocina de Barbados incluye una mezcla única de alimentos con influencias africanas, indias y británicas.
El plato nacional de Barbados es Cou-Cou y Pez-volador.
Además de los peces voladores, muchas otras variedades de peces se encuentran en las aguas que rodean Barbados, incluyendo jurel, pez espada, pargo rojo, atún, marlín, tiburón y el delfín. Los alimentos básicos comprenden la batata, el ñame, árbol de pan, yuca, arroz, papa inglesa, pasta y cou-cou.
Otros platos populares incluyen pasteles fritos de pescado, patatas fritas de pescado, pudín, pastel de macarrones, y postres tales como las bolas de tamarindo y crema al horno. 
Los vendedores ambulantes son muy populares en la isla, y los lugares claves incluyen la carretera Baxter cerca de Bridgetown, y Oisting.